# 조강지처 클럽 (영화)
《조강지처 클럽》(영어: The First Wives Club)은 휴 윌슨이 연출한 미국의 1996년 코미디 영화이다. 올리비아 골드스미스가 1992년에 발표한 동명 소설이 원작이며, 젊고 예쁜 여자에게 남편을 빼앗긴 아내들이 복수를 꾀한다는 내용이 주요 줄거리이다.
벳 미들러, 골디 혼, 다이앤 키턴이 이혼을 당하고 클럽을 결성하는 세 주인공 역을 맡았으며, 댄 허데이야, 빅터 가버, 스티븐 콜린스가 이들의 전남편 역을, 세라 제시카 파커, 엘리자베스 버클리, 마샤 게이 하든이 전남편의 새 연인 역을 연기하였다. 그 외에 스토커드 채닝, 매기 스미스 등이 출연하였다.
마크 셰이먼은 이 영화를 통해 1997년 제69회 아카데미상 음악상 후보에 올랐다.
BET의 스트리밍 서비스인 BET+에서 2019년부터 2022년까지 이 영화에 기반한 코미디 시리즈인 "First Wives Club"을 총 3 시즌 방영하였다.

## 줄거리
신시아는 자신의 집안 연줄 덕에 부자가 된 남편 길이 자신을 버리고 훨씬 어린 여성과 재혼하자 미들베리 칼리지 대학 동창 애니, 브렌다, 일리스에게 편지를 남기고 자살한다.
장례식장에서 재회한 애니, 브렌다, 일리스는 자신들 역시 남편의 성공에 큰 공헌을 했음에도 신시아처럼 버림받게 된 신세임을 공유하고 한탄한다. 자존감 문제로 상담을 받고 있던 애니는 광고 책임자 남편 에런이 부부의 심리 치료사와 불륜에 돌입하면서 이혼을 요구받는다. 아카데미상을 수상했으나 경력이 하락하고 있는 배우 일리스는 알코올 의존증이고 성형 수술에 집착하고 있으며 영화 제작자 남편 빌과 이혼 조정 중이다. 브렌다는 전자 제품 매장 체인을 경영하는 모티와 이혼 후 경제 문제로 고전하던 중 모티의 어리고 예쁜 여자친구 셸리와 마주치고, 셸리는 브렌다의 체중을 조롱한다.
셋은 함께 조강지처 클럽(First Wives Club)을 결성하고 전남편들에게 정의를 구현하기로 결의한다. 일리스는 자신이 사준 미술 작품과 가구를 빌에게서 도로 가져오고 애니는 이를 경매에 부쳐 셸리가 사게 만든다. 이들은 수익금으로 에런의 광고 대행사 동업자들로부터 주식을 매수한다. 모티가 첫 매장에서 판매했던 상품들은 범죄 행위를 통해 확보된 것으로 밝혀진다. 일리스는 혼자서만 빌의 약점을 찾지 못하자 폭음 끝에 친구들과 심하게 싸운다. 하지만 곧 빌은 까맣게 모르고 있지만 빌과 동거 중인 피비가 실은 성인이 아니라 16살이라는 사실을 알게 된다.
조강지처 클럽은 신시아를 기리며 빈곤·학대 여성을 위한 비영리 단체를 조성하고, 전남편들에게 이 단체에 기부하지 않는다면 비밀을 폭로하겠다고 협박한다. 모티는 셸리와 헤어지고 브렌다와 화해하고, 일리스는 브로드웨이 연극을 성공시키면서 상대역 배우와 교제하고, 독립적인 여성으로 거듭난 애니는 재결합을 원하는 에런을 거절한다.

## 출연
- 벳 미들러 - 브렌다 모렐리쿠슈먼 역
- 골디 혼 - 일리스 엘리엇애치슨 역
  - 디나 스파이비 - 일리스 아역
- 다이앤 키턴 - 애니 맥두건 패러디 역
- 매기 스미스 - 거닐라 가슨 골드버그 역
- 세라 제시카 파커 - 셸리 스튜어트 역
- 댄 허데이야 - 모턴 "모티" 쿠슈먼 역
- 스티븐 콜린스 - 에런 패러디 역
- 마샤 게이 하든 - 레슬리 로즌 심리치료사 역
- 빅터 가버 - 빌 애치슨 역
- 엘리자베스 버클리 - 피비 러벨 역
- 아일린 헤커트 - 캐서린 맥더건 역
- 브론슨 핀초 - 두아토 펄리스 역
- 스토커드 채닝 - 신시아 스완그리핀 역
- 필립 보스코 - 카마인 모렐리 삼촌 역
- 티머시 올리펀트 - 브렛 아투니언 역
- 이바나 트럼프 - 본인 역
- 에드 코치, 글로리아 스타이넘 - 파티 손님 역
- 헤더 로클리어 - 길의 새 아내 역
- 에드워드 히버트 - 모리스 역
- J. K. 시먼스 - 연방보안관 역
- 롭 라이너 - 모리스 패크먼 의사 역
- 리아 딜라리아 - 일리스의 팬 역
- 데브라 멍크 - 차인 연인 역
- 케이트 버턴 - 침대 위 여성 역
- 월터 보비 - 침대 위 남성 역
- 존 스튜어트 - 일리스의 연인 (삭제분)

## 우리말 녹음
MBC 성우진
- 송도영 - 애니(다이앤 키턴)
- 이선주 - 브렌다(벳 미들러)
- 이미자 - 일리스(골디 혼)
- 이선호 - 신시아(스토커드 채닝) / 브렌다 아들
- 김현직 - 브렌다 삼촌
- 김은영 - 거닐라 여사
- 권혁수 - 일리스 남편
- 박지훈 - 브렌다 남편(댄 허데이야)
- 황윤걸 - 애니 남편(스티븐 콜린스)
- 홍승옥 - 애니 모친
- 정남
- 송준석
- 김아영
- 이상범
- 김서영
- 이상훈
- 표영재
- 이자옥
- 채의진